# Moviment il·liri

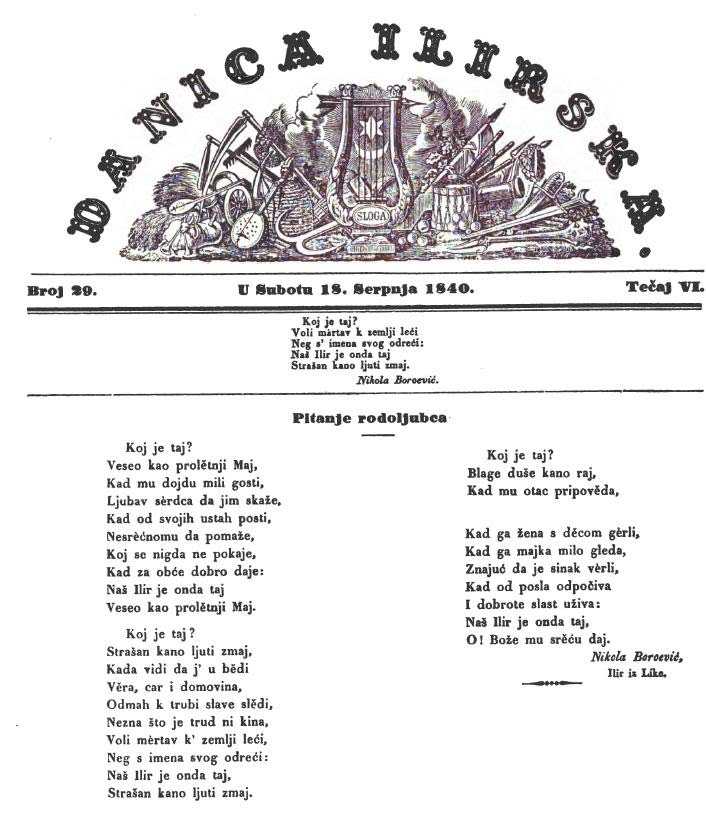
Danica Ilirska, el diari de Ljudevit Gaj.

El moviment il·liri (en croat Ilirski pokret), també conegut amb el nom de renaixement nacional croat (Hrvatski narodni preporod), va ser una campanya cultural i política iniciada per un grup intel·lectuals croats joves croats durant la primera meitat del segle xix, al voltant dels anys 1835–1849 (hi ha un cert desacord sobre la data oficial). Aquest moviment va tenir com a objectiu crear un centre nacional croat en Àustria-Hongria a través de la unitat lingüística i ètnica entre els eslaus del Sud.

## Context
En el segle xix a Europa, el liberalisme i el nacionalisme van ser les ideologies que arribaren a l'avantguarda de la cultura política. A l'Europa oriental, on l'Imperi Habsburg havia tingut per un temps el control sobre una varietat de grups ètnics i culturals, el nacionalisme va aparèixer en un format estàndard. El començament del segle xix, "va ser el període en què els més petits, majoritàriament les nacionalitats eslaves de l'imperi - txecs, eslovacs, eslovens, croats, serbis, ucraïnesos - van recordar les seves tradicions històriques, van reviure les seves llengües maternes com a llengües literàries, les seves tradicions i reapropiat folklore, en definitiva van reafirmar la seva existència com a nacions". Aquest renaixement del patrimoni nacional abasta el moviment il·liri de Croàcia.
El 1813, el bisbe de Zagreb Maksimilijan Vrhovac va publicar un al·legat a favor de la col·lecció de "tresors nacionals" (Poziv na sve duhovne pastire svoje biskupije Parle amb els pastors espirituals de la seva diòcesi), anunciant així el moviment de renovació nacional.

## Inicis
Igual que Croàcia, va sentir una agitació nacionalista en aquest moment, també ho van fer els seus veïns més grans, Hongria i Àustria. Els croats se sentien incòmodes amb l'augment del nacionalisme hongarès, que perseguia la reducció de l'autonomia de Croàcia i l'augment de la magiarització. Per tal de preservar la seva autonomia, els croats dugueren a terme un aprofundiment de la seva cultura i un renaixement del seu patrimoni.
Al principi de 1830, un grup de joves escriptors croats es van reunir a Zagreb i va crear un moviment de renovació nacional i d'unitat de tots els eslaus del Sud dins de la monarquia dels Habsburg. La ciutat de Zagreb s'havia convertit en un important centre de la vida política, econòmica, i l'activitat cultural, de manera que era el centre del moviment. El comte Janko Draskovic va publicar la seua dissertació en 1832, un fullet que més tard va arribar a ser considerat com el programa polític, econòmic, social i cultural del moviment, ja que promou la llengua nativa com a oficial, més de l'autonomia al govern central, i una millor educació i conscienciació per a la gent comú.
El focus més important dels nous il·liris va ser l'establiment d'un llenguatge estàndard com un contrapès a la llengua hongaresa, i la promoció de la literatura croata escrita i de la cultura oficial. Ljudevit Gaj va ser fonamental en la provisió de les bases per al floriment de la literatura croata. Gaj va ser de fet el líder del moviment en el seu conjunt des del començament durant els primers vuit o nou anys, moment en què el lideratge va canviar de mans. Gaj era en gran part responsable de l'ortografia i la gramàtica croata escrita (Kratka osnova horvatsko-slavenskog pravopisanja – Breu fonaments de l'ortografia croat-eslava), que era necessària abans perquè un moviment literari tingués èxit.

### Etimologia
Triar "il·liri" com el seu títol va ser un gest simbòlic per part dels membres del moviment i el seu lideratge, en un intent de portar la història del poble croat a l'avantguarda. És una cosa comparable als francesos recordant els gals.
El nom il·liri va ser reviscut per primera vegada durant les Guerres Napoleòniques, quan els francesos va donar el nom de Províncies Il·líriques a les possessions de l'Adriàtic adquirides de l'Imperi Austríac el 1809. Després de 1813, quan els territoris s'havien inclòs de nou a l'Imperi Austríac, els austríacs mantenir la denominació i va formar el Regne d'Il·líria, que consistia gairebé en terres eslovenes.